# Королевский консультативный совет по делам Сахары

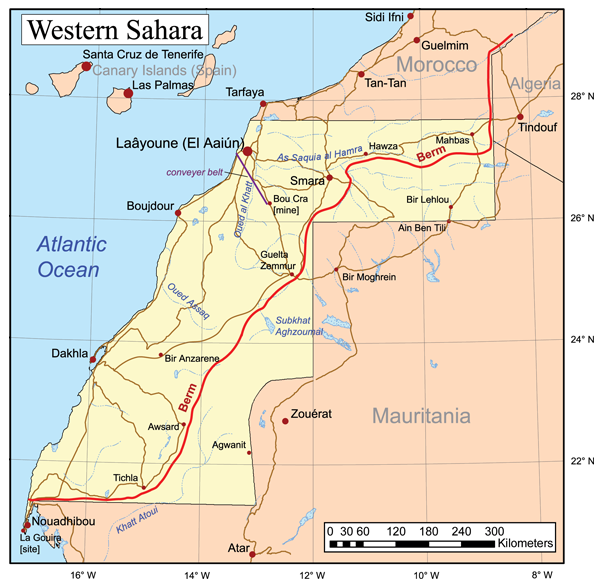
Западная Сахара

Королевский консультативный совет по делам Сахары (араб. المجلس الملكي الاستشاري للشؤون الصحراوية‎; фр. Conseil royal consultatif pour les affaires sahariennes (CORCAS)) — консультативный орган королевства Марокко по вопросам Западной Сахары. Создан королём Хасаном II в 1970, но был распущен. Восстановлен дахиром его сына Мухаммедом VI в 2006, после того, как марокканскими властями был предложен новый план автономизации западносахарских территорий, призванный заменить американский план Бейкера. Против плана выступает фронт Полисарио, требующий решить вопрос о статусе Западной Сахары путём референдума.
Совет действует как совещательный орган, подотчётный королю и выдвигающий предложения по всем вопросам, касающимся Западной Сахары, которую официально в Марокко предпочитают именовать южными провинциями. В его компетенцию также входят вопросы защиты территориальной целостности страны и укрепления национального единства. С этими целями делегации совета посещают и международные форумы, на которых поднимается вопрос урегулирования ситуации в Западной Сахаре.
Председателем совета с момента основания по настоящее время является Халихенна Ульд Эррашид.
В составе совета действует пять комиссий:
- Комиссия по общественным делам, гуманитарному развитию и окружающей среде.
- Комиссия по международным делам и сотрудничеству.
- Комиссия по защите прав человека, общественных прав и жителей лагерей.
- Комиссия по экономическим делам, воспитанию и образованию.
- Комиссия по делам культуры Хассании, информации и связи.